# Цветное молоко
«Цветное молоко» — советский короткометражный мультфильм, снятый в 1979 году по мотивам одноимённого стихотворения Владимира Орлова режиссёром Валентиной Костылёвой.

## Сюжет
На ферме одного мальчика живёт корова, которая даёт белое молоко. Но однажды она даёт не белое, а синее молоко.

## Съёмочная группа
| автор сценария               | Владимир Орлов                                                  |
| режиссёр                     | Валентина Костылёва                                             |
| художник-постановщик         | В. Сабликов                                                     |
| композитор                   | Л. Маркелов                                                     |
| оператор                     | Т. Федянина                                                     |
| звукооператор                | Виктор Груздёв                                                  |
| кукловоды                    | Жан Таран, Элеонора Лисицкая, А. Трифонов                       |
| ассистенты                   | Л. Бурланенко, Е. Рябинина, А. Николаенко, Н. Рымар             |
| куклы и декорации изготовили | А. Радченко, В. Гахун, В. Яковенко, Я. Горбаченко, Н. Вакуленко |
| редактор                     | В. Гайдай                                                       |
| директор                     | О. Драгаев-Бойчук                                               |